# Miasto Kruševac
Miasto Kruševac (serb. Grad Kruševac / Град Крушевац) – jednostka administracyjna w Serbii, w okręgu rasińskim. W 2018 roku liczyła 121 293 mieszkańców.